# Leila Gschwentner
Leila Gschwentner (* 23. Oktober 2003) ist eine österreichische Radrennfahrerin, die Rennen auf Bahn und Straße bestreitet.

## Sportlicher Werdegang
2019 wurde Leila Gschwentner österreichische Jugend-Meisterin im Omnium, im Einzelzeitfahren auf der Straße belegte sie Platz drei.
Ab 2020 startete Gschwentner in der Elite und wurde Dritte im Omnium. 2021 belegte sie sechs Podestplätze bei den nationalen Bahnmeisterschaften, im Straßenrennen der Juniorinnen wurde sie Dritte. Sie startete bei den Junioren-Europameisterschaften auf der Bahn in Apeldoorn und wurde Fünfte im Punktefahren. Bei den Vorbereitungen zu den UCI-Straßen-Weltmeisterschaften wenige Wochen später kollidierte sie bei der Besichtigung der Strecke in Leuven mit einem Bus. Sie verletzte sich, erlitt einen Schlüsselbeinbruch sowie eine Gehirnerschütterung und konnte nicht bei der WM starten. 2022 wurde sie österreichische Junioren-Meisterin im Einzelzeitfahren und stand bei den Bahnmeisterschaften fünf Mal auf dem Podium. Bei den nationalen Straßenmeisterschaften der Elite-Frauen wurde sie Sechste im Straßenrennen.
2023 erhielt Leila Gschwentner einen Vertrag beim Team Maxx-Solar Rose Women Racing. Im Februar des Jahres wurde sie für die Bahneuropameisterschaften im schweizerischen Grenchen nominiert. Am 29. April 2023 belegte sie im Einzelzeitfahren der tschechischen Rundfahrt Gracia Orlová (UCI 2.2) den dritten Platz und erreichte damit ihren ersten Podiumsplatz bei einem UCI-Rennen. 2024 errang sie bei den U23-Europameisterschaften in Cottbus Silber in der Einerverfolgung.

## Erfolge

### Bahn
2019
- Österreichische Jugend-Meisterin – Omnium

2023
- U23-Europameisterschaft – Einerverfolgung
- Österreichische Meisterin – Omnium, Punktefahren, Scratch, Einerverfolgung

2024
- U23-Europameisterschaften – Einerverfolgung

2025
- Österreichischer Meisterin – Einerverfolgung, Ausscheidungsfahren, Punktefahren, Scratch, Omnium, Madison (mit Janine Giefing)

### Straße
2020
- Österreichische Junioren-Meisterin – Einzelzeitfahren

2023
- Österreichische U23-Meisterin – Einzelzeitfahren, Straßenrennen